# Cercestis mirabilis
Cercestis mirabilis är en kallaväxtart som först beskrevs av Nicholas Edward Brown, och fick sitt nu gällande namn av Josef Bogner. Cercestis mirabilis ingår i släktet Cercestis och familjen kallaväxter. Inga underarter finns listade.